# Ludkovice
Ludkovice (en allemand : Ludkowitz, précédemment : Lutkowitz) est une commune du district et de la région de Zlín, en Tchéquie. Sa population s'élevait à 716 habitants en 2020.

## Géographie
Ludkovice se trouve à 3 km au nord-ouest de Luhačovice, à 14 km au sud-sud-est de Zlín, à 83 km à l'est de Brno et à 261 km au sud-est de Prague.
La commune est limitée par Březůvky, Provodov au nord, par Luhačovice et Pozlovice à l'est, par Biskupice au sud et par Kaňovice et Hřivínův Újezd à l'ouest.

## Histoire
La première mention écrite du village date de 1412.

## Transports
Par la route, Ludkovice trouve à 14 km de Uherský Brod, à 15 km de Zlín, à 102 km de Brno et à 318 km de Prague.